# Cerocoma

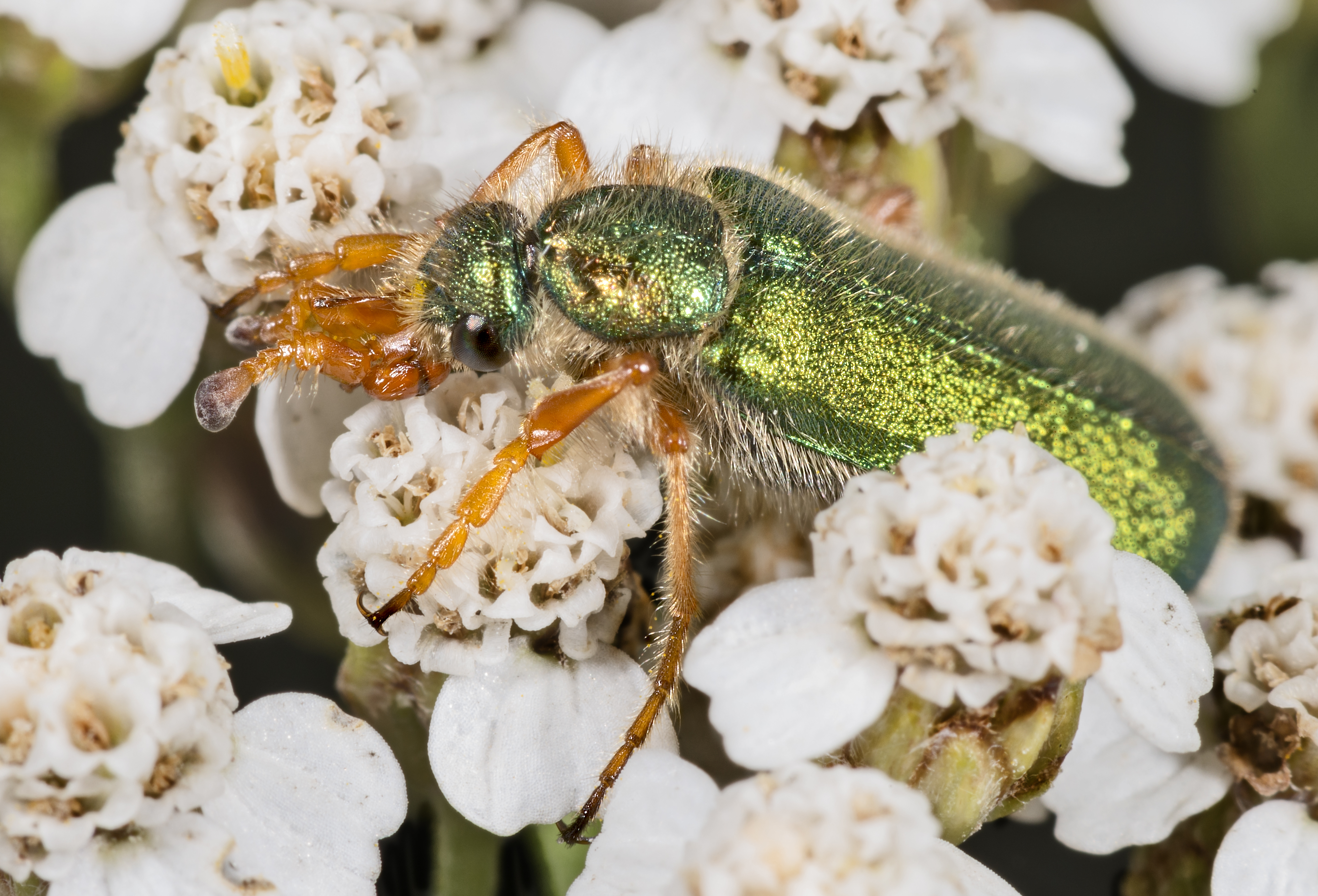
Samiec Cerocoma schaefferi

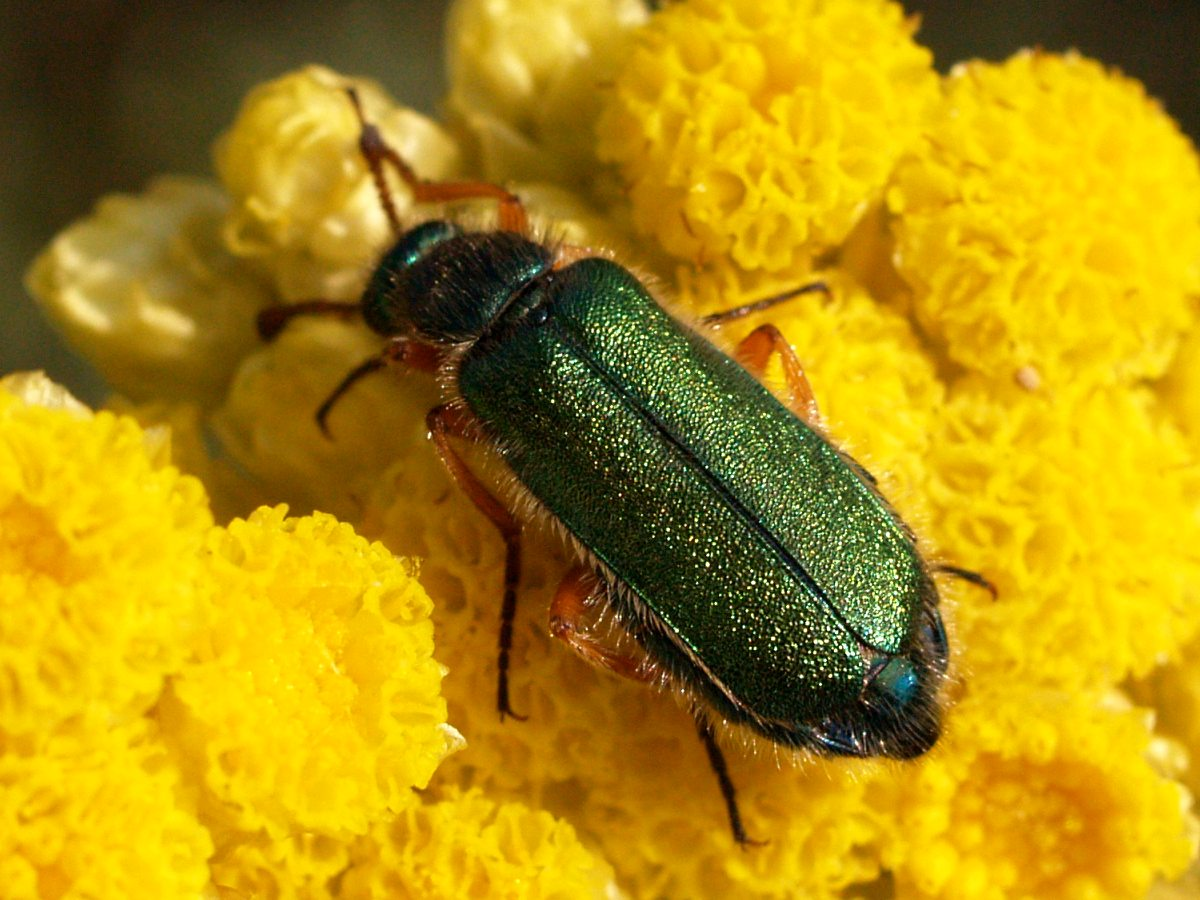
Samica Cerocoma sp.

Rogatnica (Cerocoma) – rodzaj chrząszcza z rodziny oleicowatych. Obejmuje 29 gatunków. Charakteryzuje się zaznaczonym dymorfizmem płciowym w zakresie czułków i narządów gębowych. Dawniej wyróżniano dwa podrodzaje, nominatywny i Metacerocoma, przy czym podział uznawany był za bezzasadny przez część autorów. W najnowszej monografii rodzaju zaproponowano podział na pięć podrodzajów (patrz niżej).

## Morfologia
Czułki są 9-członowe, u samców charakterystycznie zmienione. Ciało dorosłych chrząszczy ma barwy ostrzegawcze (aposematyczne), metalicznie niebieskozielone, lub miedziane, pokryte drobnymi włoskami. Pokrywy przykrywają odwłok w całości, skrzydła dobrze wykształcone. Żuwaczki są słabo zesklerotyzowane, żuwka zewnętrzna przekształcona jest w tubkę ssącą. Nogi długie i smukłe, stopy dłuższe od goleni. 

## Ekologia
Dorosłe żywią się pyłkiem i nektarem roślin z rodzin Asteraceae i Apiaceae. Larwy C. schreberi rozwijają się w gniazdach grzebaczowatych z rodzaju Tachytes  i odżywiają się sparaliżowanymi modliszkami, które osy przygotowały na pokarm dla swoich czerwi. 

## Występowanie
Cerocoma ma zasięg palearktyczny. Fauna Europaea wymienia 13 gatunków. W Polsce wykazano gatunki C. muehlfeldi (wykazany z okolic Warszawy i spod Wielunia), C. schreberi, C. schaefferi (stanowiska na Pomorzu, w Wielkopolsce, na Dolnym i Górnym Śląsku, Wzgórzach Trzebnickich, w Galicji) i C. dahli (wątpliwe doniesienie z Warszawy). 

## Gatunki
Podrodzaj Metacerocoma Kaszab, 1951
- Cerocoma (Metacerocoma) ephesica Reitter, 1885
- Cerocoma (Metacerocoma) festiva Faldermann, 1837
- Cerocoma (Metacerocoma) martae Turco & Bologna, 2011
- Cerocoma (Metacerocoma) prevezaensis Dvořák, 1993.
- Cerocoma (Metacerocoma) schreberi Fabricius, 1781

Podrodzaj Cerocoma Geoffroy, 1762
- Cerocoma (Cerocoma) bernhaueri Pardo Alcaide, 1977
- Cerocoma (Cerocoma) dahli Kraatz, 1863
- Cerocoma (Cerocoma) prochaskana Reitter, 1896
- Cerocoma (Cerocoma) schaefferi (Linnaeus, 1758)
- Cerocoma (Cerocoma) simplicicornis Reitter, 1913

Podrodzaj Cerocomina Kaszab, 1951
- Cerocoma (Cerocomina) vahli Fabricius, 1787

Podrodzaj Meloides Piller & Mitterpacher, 1783

Grupa gatunkowa Cerocoma adamovichiana
- Cerocoma (Meloides) adamovichiana (Piller & Mitterpacher, 1783)
- Cerocoma (Meloides) albopilosa Dvořák, 1993
- Cerocoma (Meloides) azurea Reitter, 1913
- Cerocoma (Meloides) barthelemyi Baudi, 1878
- Cerocoma (Meloides) confusa Turco & Bologna, 2011
- Cerocoma (Meloides) graeca Mařan, 1944
- Cerocoma (Meloides) longiseta Turco & Bologna, 2011
- Cerocoma (Meloides) malatyensis Kaszab, 1951
- Cerocoma (Meloides) muehlfeldi Gyllenhal, 1817
- Cerocoma (Meloides) turcica Pardo Alcaide, 1977

Grupa gatunkowa Cerocoma kunzei
- Cerocoma (Meloides) bodemeyeri Reitter, 1909
- Cerocoma (Meloides) gloriosa Mulsant, 1857
- Cerocoma (Meloides) kunzei E. Frivaldsky, 1835
- Cerocoma (Meloides) macedonica Mařan, 1944
- Cerocoma (Meloides) marginiventris Reitter, 1889
- Cerocoma (Meloides) rapillyi Pardo Alcaide, 1977

Podrodzaj Mesocerocoma Kaszab, 1951
- Cerocoma (Mesocerocoma) latreillei Baudi, 1878
- Cerocoma (Mesocerocoma) scovitzi Faldermann, 1837